# Елизабет Харбисън
Елизабет Харбисън (на английски: Elizabeth Harbison) е плодовита американска писателка, авторка на произведения в жанровете чиклит, любовен роман и на готварски книги. Пише от 2007 г. и под псевдонима Бет Харбисън (на английски: Beth Harbison).

## Биография и творчество
Елизабет „Бет“ Макшулски Харбисън е родена на 6 юли 1966 г. в Потомак, Мериленд, САЩ. Отраства в родния си град, като още от началното училище опитва да пише. Когато е в 7-и клас е преместена в частно училище за проблемни деца, а спомените ѝ от там дават в бъдеще материал за произведенията ѝ.
Учи в Лондонския университет, и завършва с бакалавърска степен Университета на Мериленд през 1987 г. След дипломирането си работи като готвач във Вашингтон.
Първата ѝ готварска книга „A Taste for Love“ е издадена през 1996 г.
През 1997 г. са издадени първите ѝ любовни романи „A Groom for Maggie“ и „Wife Without a Past“, с които участва в общи серии с други писатели.
След дълга кариера в писането на любовни романи, през 2007 г. се насочва към жанра на чиклита с първия си роман „Клубът на анонимните шопинг маниачки“ от поредицата „Мания за обувки“. Главните героини са 4 четири съпруги, които са луди по купуването на обувки от известни марки. Романът веднага става бестселър в класацията на „Ню Йорк Таймс“. Критиците го сравняват с поредицата за „Шопманиачката“ на Софи Кинсела и „Дяволът носи Прада“ на Лорън Уайзбъргър.
Елизабет Харбисън живее със семейството си във Фредерик, Мериленд. Дъщеря ѝ Пейдж Харбисън също е писателка.

## Произведения

### Като Елизабет Харбисън

#### Самостоятелни романи
- Two Brothers and a Bride (1998)
- True Love Ranch (1998)
- A Walk Down the Aisle (1999) – с Кристина Скай
- Drive Me Wild (2002)
- Princess Takes a Holiday (2003)
- Midnight Cravings (2003)
- The Secret Princess (2004)
- How to Get Your Man (2005)
- Diary of a Domestic Goddess (2005)
- A Dash of Romance (2006)
- If the Slipper Fits (2006)
- In Her Boss's Arms (2006)

#### Серия „Пепеляшки“ (Cinderella Brides)
1. Emma and the Earl (1999)
2. Plain Jane Marries the Boss (1999)
3. Annie and the Prince (2000)
4. His Secret Heir (2001)

#### Участие в общи серии с други писатели

##### Серия „Невероятни бащи“ (Fabulous Fathers)
- Wife Without a Past (1997)

от серията има още 49 романа от различни автори

##### Серия „Вихърни сватби“ (Whirlwind Weddings)
- A Groom for Maggie (1997)

от серията има още 12 романа от различни автори

##### Серия „Бебето на шефа“ (Having the Boss's Baby)
- A Pregnant Proposal (2001)

от серията има още 4 романа от различни автори

##### Серия „Кънтри клуб „Лони Стар“ (Lone Star Country Club)
- Mission Creek Mother-To-be (2002)

от серията има още 22 романа от различни автори

##### Серия „Влюбеният Шекспир“ (Shakespeare In Love)
- Taming of the Two (2005)

от серията има още 2 романа от различни автори

##### Серия „Семеен бизнес“ (Family Business)
- Falling for the Boss (2006)

от серията има още 5 романа от различни автори

#### Документалистика
- A Taste for Love (1996)
- Loaves of Fun: A History of Bread with Activities and Recipes from Around the World (1999)
- Bread Machine Baker (2001)
- Four Seasons with the Bread Machine Baker (2001)

### Като Бет Харбисън

#### Самостоятелни романи
- Hope in a Jar (2009)
- Thin, Rich, Pretty (2010)
- Always Something There to Remind Me (2011)
- When in Doubt, Add Butter (2012)
- Chose the Wrong Guy, Gave Him the Wrong Finger (2013)
- Driving with the Top Down (2014)
- A Girl Like Her (2015)
- If I Could Turn Back Time (2015)
- One Less Problem Without You (2016)

#### Серия „Мания за обувки“ (Shoe Addict)
1. Shoe Addicts Anonymous (2007)
Клубът на анонимните шопинг маниачки, изд. ИК „Хермес“, София (2011), прев. Пепа Стоилова
2. Secrets of a Shoe Addict (2008)
3. A Shoe Addict's Christmas (2016)